# Haplogrupo E (ADNmt)
El Haplogrupo E es el haplogrupo mitocondrial más característico del Archipiélago malayo, desciende del macrohaplogrupo M9, tiene una antigüedad de unos 30.000 años y sus marcadores genéticos son 3027, 3705, 7598, 13626 y 16390.

## Origen
Está relacionado con el origen y expansión de las lenguas austronesias, las cuales tienen un origen en Taiwán y una expansión vía marítima a través de las Filipinas por todo Insulindia, dando así lugar al origen de los pueblos malayos. 
Se puede deducir que en Taiwán hubo una colonización inicial durante el pleistoceno tardío procedente de China, la cual dio lugar a un conjunto genético (gene pool) característico de los aborígenes de Taiwán y conformado principalmente por los haplogrupos E, B4, B5a, F1a, F3b y M7. En este conjunto el haplogrupo E se encuentra en todas sus variantes importantes, tales como E1a, E1b, E2a y E2b, confirmando la relación entre la población malaya con los aborígenes de Taiwán.
También hay una versión que propone un antiguo origen en Sondalandia (Indonesia).

## Distribución
- Se encontró en Taiwán 21%, mientras que en China está virtualmente ausente, salvo en Guangxi con 1%.[3]

- En Insulindia se encontró: en Filipinas 20%, Indonesia 11% y Malasia 10%.[1]

- Está presente en Nueva Guinea y en otras islas de Melanesia como Nueva Bretaña, Nueva Irlanda, Nueva Hanover, Bougainville y Luisíadas.[4]

Son sus principales subclados:
- M9
  - E
    - E1
      - E1a: Taiwán, Insulindia y Papúa Nueva Guinea. También Madagascar.[5]
        - E1a1a: Subclado más frecuente, en Filipinas 11%.[6]

      - E1b: Taiwán, Insulindia y Papúa Nueva Guinea.

    - E2
      - E2a: Taiwán e Insulindia.
      - E2b: Taiwán e Insulindia.